# Wellenführung
Eine Wellenführung besteht aus einer Welle und einer Einheit aus einem oder mehreren Linearkugellagern oder Lineargleitlagern, die in ein entsprechendes Gehäuse eingebaut wurden und dann als Ganzes entlang der Welle mit entsprechendem Durchmesser geführt werden können.
Dieses System aus verschiedenen Maschinenelementen ermöglicht eine Translationsbewegung der damit verbundenen Baugruppen entlang eines bestimmten Weges, der allgemein als Hub bezeichnet wird.